# Burbusay (paroisse civile)
Pour les articles homonymes, voir Burbusay.
Burbusay est l'une des douze paroisses civiles de la municipalité de Boconó dans l'État de Trujillo au Venezuela. Sa capitale est Burbusay.